# CHAC2
CHAC2 (англ. ChaC cation transport regulator homolog 2) – білок, який кодується однойменним геном, розташованим у людей на 2-й хромосомі. Довжина поліпептидного ланцюга білка становить 184 амінокислот, а молекулярна маса — 20 875.
| 10         |  | 20         |  | 30         |  | 40         |  | 50         |
| ---------- |  | ---------- |  | ---------- |  | ---------- |  | ---------- |
| MWVFGYGSLI |  | WKVDFPYQDK |  | LVGYITNYSR |  | RFWQGSTDHR |  | GVPGKPGRVV |
| TLVEDPAGCV |  | WGVAYRLPVG |  | KEEEVKAYLD |  | FREKGGYRTT |  | TVIFYPKDPT |
| TKPFSVLLYI |  | GTCDNPDYLG |  | PAPLEDIAEQ |  | IFNAAGPSGR |  | NTEYLFELAN |
| SIRNLVPEEA |  | DEHLFALEKL |  | VKERLEGKQN |  | LNCI       |  |            |

A: Аланін

C: Цистеїн

D: Аспарагінова кислота

E: Глутамінова кислота

F: Фенілаланін

G: Гліцин

H: Гістидин

I: Ізолейцин

K: Лізин

L: Лейцин

M: Метіонін

N: Аспарагін

P: Пролін

Q: Глутамін

R: Аргінін

S: Серин

T: Треонін

V: Валін

W: Триптофан

Кодований геном білок за функціями належить до трансфераз, ацилтрансфераз. 